# 郭本
郭本（1423年—？），字道允，湖南平江县人，因祖辈谪戍，落籍廣西柳州衛融縣守禦千戶所。明朝政治人物。

## 生平
廣西鄉試第二十一名。景泰二年（1451年）辛未科同进士第30名（柯潜榜），官监察御史，因抗章论朝政，谪广东主簿。都御史韩雍举荐，擢太平府知府。後來因右少监黄沁诬陷其贪淫，被除名。

## 家族
曾祖郭必貴、祖父郭諒、父郭政。